# Sigma Sculptoris
Sigma Sculptoris (σ Sculptoris, förkortat Sigma Scl, σ Scl)  som är stjärnans Bayerbeteckning, är en ensam stjärna belägen i den mellersta delen av stjärnbilden Bildhuggaren. Den har en skenbar magnitud på 5,54 och är svagt synlig för blotta ögat där ljusföroreningar ej förekommer. Baserat på parallaxmätning inom Hipparcosuppdraget på ca 14,0 mas, beräknas den befinna sig på ett avstånd på ca 232 ljusår (ca 71 parsek) från solen.

## Egenskaper
Sigma Sculptoris är en blå till vit underjättestjärna av spektralklass A1/A2 IV. Den har en massa som är omkring dubbelt så stor som solens massa, en radie som är ca 2,2 gånger större än solens och utsänder från dess fotosfär ca 26 gånger mera energi än solen vid en effektiv temperatur på ca 9 000 K.
Sigma Sculptoris är en roterande variabel av Alfa2 Canum Venaticorum-typ (ACV). Den har visuell magnitud 5,5 och varierar med amplituden 0,03 med en periodicitet på 2,37 dygn.